# Лавн-Гілл
Лавн-Гілл (англ. Lawn Hill; укр. Газонний пагорб) — зруйнований залишок метеоритного кратера (астроблема) в Австралії, на північному заході штату Квінсленд. Знаходиться в південній частині графства Бурке приблизно за 220 км на північ-північний захід від гори Айза, на північно-східній околиці родовища «Century Mine». Це місце примітне кільцем доломітових пагорбів діаметром 18 км. Походження цієї кругової структури було довгий час невизначеним, поки у 1987 році не було повідомлено про виявлення в піднятих гірських породах у центрі кратера конусів роздроблення та ударного кварцу.

## Опис

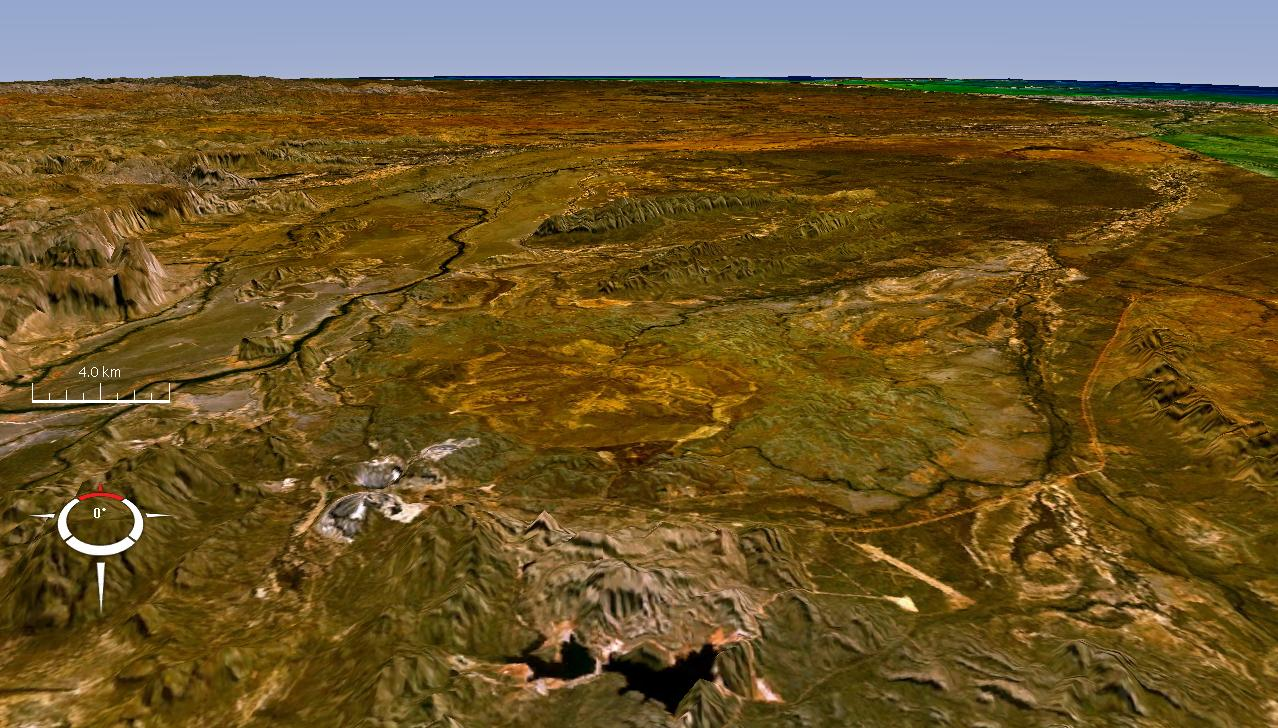
Похиле зображення Landsat, накладене на цифрову модель рельєфу (масштаб по вертикалі збільшено в 10 разів). Кратер Ловн-Гілл — округле поглиблення в центрі. Знімок екрана з NASA World Wind

Ділянка кратера зазнала сильної ерозії, і було висловлено припущення, що первинний кратер був трохи більшим, близько 20 км в діаметрі. У кратері є вапняки, датовані середнім кембрієм (близько 510 млн років тому) на підставі порівняння з сусідніми виходами морського вапняку в басейні родовища Джорджина. У минулому обговорювалося питання, старшим чи молодшим за них є кратер; у другому випадку вони мають бути деформовані при ударі. Якщо кратер старший за ці вапняки, він міг з'явитися в протерозої або кембрії, а якщо молодший — пізніше в палеозої. В одному недавньому дослідженні було зроблено висновок, що удар, швидше за все, стався безпосередньо перед або навіть на ранніх стадіях осадження вапняку, що вказує на вік близько 509—506 млн років (середній кембрій). Однак зараз вік кратера на основі аргон-аргонового датування частинок ударного розплаву вважається ордовицьким (близько 472 млн років). У басейні Джорджини на той час активно накопичувалися осадові породи, і чудова збереженість структури пояснюється її похованням під ними.
Якщо кратер був заповнений морем незабаром після утворення, він міг забезпечувати унікальне захищене середовище для первісного життя. Тому він становить інтерес як аналог заповнених осадовими породами кратерів на Марсі.